# Gonomyia (Gonomyia) teucheres
Gonomyia (Gonomyia) teucheres is een tweevleugelige uit de familie steltmuggen (Limoniidae). De soort komt voor in het Oriëntaals gebied.